# Olderup
Olderup (dänisch Oldrup, nordfriesisch Aldrup) ist eine Gemeinde im Kreis Nordfriesland in Schleswig-Holstein. Olderupfeld (dänisch Olderup Mark) liegt im Gemeindegebiet.

## Geografie

### Geografische Lage
Das Gemeindegebiet von Olderup erstreckt sich im Westen des zum Landschaftsraum Schleswigsche Geest zählenden Naturraums der Bredstedt-Husumer Geest in der historischen Region Südergoesharde. Die nördliche Gemeindegrenze wird durch den Flusslauf der Arlau gebildet.

### Nachbargemeinden
Direkt an Olderup grenzen folgende Gemeindegebiete:
|          | Viöl                                        |            |
| Arlewatt | Kompassrose, die auf Nachbargemeinden zeigt | Immenstedt |
| Horstedt | Schwesing                                   |            |

## Geschichte
Hünengräber im Gemeindegebiet belegen eine bronzezeitliche Besiedlung des Geestrückens, auf dem auch Olderup liegt. Die ursprüngliche Siedlung lag jedoch nördlich vom heutigen Dorf in der Arlauniederung. Der Ort wurde Ende des 14. Jahrhunderts erstmals erwähnt.
Die romanische Feldsteinkirche von Olderup wurde vermutlich schon um 1050 errichtet und ist damit eine der ältesten Kirchen im Herzogtum Schleswig. Nach einem Brand 1938 wurde sie originalgetreu wieder aufgebaut. Das älteste Inventar ist der romanische Taufstein. Auch der Glockenstapel, ein gedrungener hölzerner Glockenturm, der abseits der Kirche steht und im 16. Jahrhundert errichtet wurde, ist original erhalten. Die Glocke wird auch heute noch von Hand geläutet.
1712 wurde das Kösterhuus, das heute in Privatbesitz ist, als Schulhaus errichtet.
Nach der Annexion Schleswig-Holsteins durch Preußen wurde aus dem Gebiet des Kirchspiels Hattstedt zunächst Kirchspielslandgemeinden gebildet. Die Dorfschaften Arlewatt und Olderup bildeten im Anschluss gemeinsam die Kirchspielslandgemeinde Olderup.
Am 1. April 1934 wurde die Kirchspielslandgemeinde aufgelöst, und die beiden Dorfschaften wurden zu eigenständige Landgemeinden.

## Politik

### Gemeindevertretung
Bei der Kommunalwahl 2023 errang die Wählergemeinschaft Olderup (WGO) erneut alle neun Sitze in der Gemeindevertretung. Die Wahlbeteiligung betrug 60,7 Prozent.

### Bürgermeister
Seit 2008 ist Thomas Carstensen (WGO) Bürgermeister. Für die Wahlperioden 2013–2018 und 2018–2023 wurde er im Amt bestätigt.

### Wappen
Blasonierung: „Zweimal in Gold, Grün und Silber gleich hoch geteilt. Unten ein schmaler blauer Wellenschildfuß, darüber ein schwarzer Tuchreif. Oben eine silberne Kirche mit silbernem Vorbau, schwarzem Tor, drei schwarzen Rundbogenfenstern und rotem Dach.“

## Sehenswürdigkeiten
In der Ortsmitte befindet sich eine Kirche aus dem 12. Jahrhundert. Es handelt sich um einen einschiffigen Bau aus Feldsteinen. Statt eines Kirchturms besitzt die Kirche ein separates Glockenhaus.

## Wirtschaft und Infrastruktur

### Grundlegendes
Das Landschaftsbild innerhalb der Gemeinde wird geprägt von der Urproduktion der Landwirtschaft. Die wirtschaftliche Basis wird heute gestärkt durch die Stromerzeugung mittels Windenergie. Insbesondere im südlichen und östlichen Außenbereich befinden sich mehrere Windkraftanlagen des Windparks Olderup. Daneben ist Olderup auch eine klassische Pendlergemeinde für die ländlichen Wirtschaftszentren drumherum.

### Bildung
In der Gemeinde befindet sich ein Kindergarten, der von der örtlichen evangelisch-lutherischen Kirchengemeinde betrieben wird.

### Verkehr
Durch das Gemeindegebiet von Olderup führt die Bundesstraße 200 zwischen Husum und Flensburg. Die Trasse erstreckt sich im Streusiedlungsgebiet Olderupfeld südöstlich der Dorflage. Von der Bundesstraße 200 zweigen in Fahrtrichtung West bzw. Nordnordwest die nordfriesischen Kreisstraßen 30 und 33 ab. Sie treffen im Dorf aufeinander. In westlicher Richtung führt die Kreisstraße 30 anschließend weiter nach Arlewatt zur schleswig-holsteinischen Landesstraße 273. Diese kreuzt an der höhenfrei ausgebauten Anschlussstelle Horstedt/Drelsdorf die Bundesstraße 5 im Bereich der Ortsumgehung Husum.
Im Öffentlichen Personennahverkehr des Nahverkehrsverbunds Schleswig-Holstein ist das Gemeindegebiet über die Linie des Schnellbus  Flensburg–Viöl–Husum (Linie R14) im Verlauf der Bundesstraße 200, sowie den Busverkehr der Linie 1031 ins Dorf hinein angebunden. Die zuletzt genannte Linie verkehrt nur an Schultagen. Seit August 2019 ist die Gemeinde ergänzend dem Rufbusgebiet Husum-Umland zugeordnet. Am Nächsten gelegene Bahnstation ist der Bahnhof Husum an der Marschbahn. Hier verkehren neben den Zügen des Regionalverkehrs (RE 6 und 74, RB 64) ebenfalls einzelne Züge der Intercitylinien 27 und 30.